# 亨利·维厄唐
亨利·弗朗索瓦·约瑟夫·维厄唐（法語：Henri François Joseph Vieuxtemps，法語發音：[ɑ̃ʁi fʁɑ̃swa ʒozɛf vjøtɑ̃]；1820年2月17日—1881年6月6日），比利时小提琴家、作曲家。

## 生平

### 早年
亨利·弗朗索瓦·约瑟夫·维厄唐於1820年2月17日出生於比利時東部的小城韦尔维耶，他的父親是一名織工，在業餘時也從事小提琴演奏與提琴製作，幼時的维厄唐得以在對音樂相當友善的環境中成長。
维厄唐的小提琴演奏啟蒙於當地名師约瑟夫·勒克卢-德容（Joseph Lecloux-Dejonc），他的進步相當快速，7岁时已能公开演出罗德的第5號协奏曲，並以演奏神童之姿開始在尼德蘭王國巡迴亮相。1829年，维厄唐與夏尔·德·贝里奥在阿姆斯特丹結識，并从後者習琴。威廉一世慷慨地贊助了维厄唐的學習費用，而為了更好的學習品質，维厄唐也舉家遷徙至布魯塞爾。在貝里奧門下，维厄唐繼承了所有前輩大師（柯列里、塔替尼、魏歐提、罗德、克羅采等人）的音樂內涵與演奏傳統，旋即在巴黎完成了演奏生涯的初登場，受到巴黎樂界的一片好評。

### 職業生涯
十二歲起，维厄唐已是一名全職音樂家，在演奏活動的同時，他亦進行作曲。1833–34年樂季間，维厄唐感到自己在作曲方面仍有進步空間，遂決定前往維也納，從西蒙·賽赫特（Simon Sechter）學習。在「歐洲音樂首都」深造的维厄唐很快地掌握了德奧音樂的風格，根據蘭諾伊男爵（Baron Édouard de Lannoy）的記述，维厄唐在1834年3月16日公開演奏的貝多芬小提琴協奏曲大獲成功；4月28日，他在萊比錫的首演則擄獲了舒曼的賞識。數週後，维厄唐在倫敦結識帕格尼尼，帕格尼尼對年僅十四的维厄唐寄予溫暖的鼓勵。
1834–35年樂季間，维厄唐在巴黎從安东·雷哈學習作曲，在其引導下，完成了第2號小提琴協奏曲（作品19）。這段時間他亦經常在閒暇時潛入布魯塞爾的皇家歌劇院，劇院樂池的見識使他精進了自己的配器手法。1837年春，维厄唐完成了聖彼得堡初登場，之後結識了弗朗索瓦·塞瓦（François Servais，未來的「大提琴界的帕格尼尼」）；此時的维厄唐對於長期的演奏活動感到倦怠，亟需喘息的他在俄羅斯逗留了相當長的一段時間，並謝絕所有的演出邀約。
1840年，维厄唐在莫斯科聽眾面前首度亮相，重啟演出活動的维厄唐顯得神清氣爽，其音樂與演奏也更形成熟。當他再一次回到巴黎時，帕格尼尼已經過世，维厄唐自此繼承了法-比小提琴學派的榮光。第1號小提琴協奏曲（作品10）在巴黎音樂院的演出非常成功，在場的聽眾即使立場不同（例如白遼士、瓦格納等），仍為他的演奏所折服。此後，维厄唐的足跡遍佈倫敦、美國、墨西哥與古巴（1843–44年樂季），重要的第3號小提琴協奏曲（作品25）也完成於此時期。
1846年，廿五歲的维厄唐已是比利時皇家協會（Belgian Académie Royale）的正式會員，此時他收到了聖彼得堡帝國劇院的邀約，並前往當地任職至1851年止。维厄唐在沙皇首都的演出活動頻繁且十分充實，做為劇院音樂家，他參與了樂季音樂會、歌劇等製作，也以獨奏家的身分亮相。维厄唐另與賽瓦、年輕的安東·魯賓斯共組室內樂組合，擔綱了許多作品的俄國首演。此外，第4號小提琴協奏曲（作品31）亦完成於聖彼得堡時期，這首作品是维厄唐最重要的作品之一，使他獲得白遼士、瓦格納、李斯特等作曲前輩，以及歐洲各大樂評的一致肯定：「他是『我們的小提琴家』，具備了優雅、個性與美聲，更有一流的品味與演奏，而謝絕一切的譁眾取寵。」
1857–58年樂季，维厄唐以巴納姆式的步調在美國進行了共七十五場演出，沉重的負擔影響了他的身體狀況。1860年夏，他前往渡假勝地巴登-巴登，此時他收到了比利時皇家音樂院的作曲邀約，希望他為該院的學期檢定寫作一首協奏曲，這便是最著名的第5號小提琴協奏曲（作品37）。翌年9月，维厄唐本人親任作品首演的獨奏。此期間家人的逝世對於维厄唐是嚴重的打擊，他推拒了來自布魯塞爾與聖彼得堡的教職邀請。而隨著歐陸硝煙密布，维厄唐暫時將重心轉移至美國，並在美國完成了懾人的一百廿一場演出。
1871年6月，维厄唐回心轉意，接受了布魯塞爾皇家音樂學院的邀約，前往該院任教。自胡拜（Jenő Hubay）、易沙意（Eugène Ysaÿe）以降，做為教師的维厄唐作育英才無數，此外他也維持著室內樂演出的活動，此時仍看不出他有任何衰弱的跡象。1873年9月13日，维厄唐的右手臂突然癱瘓，而由於沒有接受足夠的照護，所造成的傷害始終沒有完全復原，使得他從此退出演奏舞台，布魯塞爾的教職則由門生康尼留斯（Alexandre Cornélis）、以及友人维尼亚夫斯基接續分擔。

### 退休與逝世
1879年宣布退休後，维厄唐前往阿爾及爾的女兒、女婿一家，並在當地寫作了第6、第7號小提琴協奏曲（作品47、49）。1881年6月6日，维厄唐逝世，他的骨灰在8月28日回到故鄉韦尔维耶，其愛琴「瓜奈里·耶穌」（Guaneri del Gesù）則於兩年後轉手售出。

## 評價
维厄唐的演奏在生前博得盛赞，但由于无法获得录音资料，现代人根据他留下的音乐作品了解他的辉煌成就。维厄唐的作品代表了當代小提琴大師的一頁，其作品為自己所用，旋律优美且技巧精湛，其巨大的篇幅則受到白遼士的影響，是可觀的一段音樂歷史。後輩的小提琴名家上至薩拉沙泰、易沙意，下至克萊斯勒、海菲茨等人，多選擇另闢蹊徑，或進行改編創作，或寫作小品音樂等，使得帕格尼尼、维厄唐一代的巨幅小提琴作品就此成為絕響。

## 作品

### 弦樂四重奏
- E小調第1號，作品44，1871年出版
- C大調第2號，作品51
- B♭大調第3號，作品52

### 小提琴協奏曲
- E大調第1號，作品10，1840年
- F#小調第2號，作品19，1836年
- A大調第3號，作品25，1844年
- D小調第4號，作品31，1850年（約略）
- A小調第5號，作品37，1861年
- G大調第6號，1865年出版
- A小調第7號，1870年出版

### 大提琴協奏曲
- A小調第1號，作品46，1877年出版
- B小調第2號，作品50，1879年出版

以及其他各類型作品（小提琴與樂團小品、小提琴與鋼琴小品、中提琴作品等）。

## 個人生活
维厄唐在1844年與長他五歲的鋼琴家約瑟芬·艾德（Josephine Eder）成婚。約瑟芬於1868年因霍亂逝世。
维厄唐是一名共濟會會員，他的引薦人是亦師亦友的贝里奥。

### 參照
1. 1 2 3 4  Stockhem, Michel.  (Booklet). English translation: Jeremy Drake. Fuga Libera (FUG575). 2011.
2. ↑  .   [2009-10-06]. （原始内容存档于2016-04-13）.

### 有聲資料
- Michel Stockhem. Jeremy Drake (English translation). Vieuxtemps: The Complete Violin Concertos. Fuga Libera FUG575. 2011..

## 外部連結
- 维厄唐的免费乐谱，由国际乐谱典藏计划提供